# 歌川国麿
歌川 国麿（うたがわ くにまろ、生没年不詳）とは、江戸時代末期から明治時代初期にかけての浮世絵師。

## 来歴
歌川国貞及び四代目歌川豊国の門人。最初は歌川貞房門人だったという。本姓は菊越、俗名は菊太郎。歌川の画姓を称し、初名は房広、後に国麿と称す。大判錦絵の揃物「東都堀名所」には「房廣改國麿画」とある。また一円斎、松蝶楼、喜楽斎、麿丸、麿丸淫人、又平門人麿丸とも称した。俳号は菊翁。作画期は天保後期から明治初年頃にかけてで、幕末期に版本の挿絵や双六絵などを残す。なお嘉永頃を作画期とする絵師の松蝶楼関斎とは同一人ともいわれている。

## 作品
- 『佐野の渡雪の八ッ橋』　合巻　※為永春水作、嘉永6年（1853年） - 文久3年（1863年）
- 『朝顔日記』3冊　艶本
- 「東都堀名所」　大判錦絵揃物　※高友版
- 「新板わり出し寿古六」　双六絵　国立国会図書館所蔵　※豊国補筆
- 「写生猛虎之図」　大判錦絵　ボストン美術館所蔵　※安政7年（1860年）版行。当時は雌の虎と考えられていた豹が描かれている。
- 「清国人図」　大判錦絵　※文久2年か
- 「家内楽金銭遊せる図」　大判錦絵3枚続　※慶応元年（1865年）
- 「元日あさ日の出」　大判錦絵3枚続　都立図書館所蔵